# Zweite Dolomitenoffensive
1915

1. Isonzo – 2. Isonzo – Erste Dolomitenoffensive – Zweite Dolomitenoffensive – 3. Isonzo – 4. Isonzo – Lavarone (1915–1916)
1916

5. Isonzo – Südtiroloffensive – 6. Isonzo (Doberdo) – 7. Isonzo – 8. Isonzo – 9. Isonzo – 
Lawinenkatastrophe
1917

10. Isonzo – Ortigara – 11. Isonzo – 12. Isonzo – Pozzuolo – Monte Grappa
1918

Piave – San Matteo – Vittorio Veneto

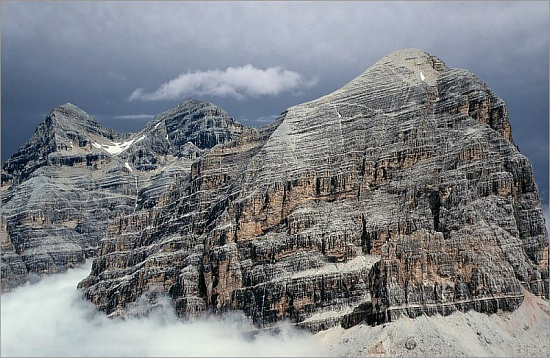
Die drei Tofanen von Südwesten I, II und III

Die Zweite Dolomitenoffensive fand zwischen dem 16. und dem 28. September 1915 zwischen italienischen Angreifern und österreichisch-ungarischen Verteidigern im Bereich zwischen dem Col di Lana und dem Tofana-Massiv westlich von Cortina d’Ampezzo statt. Sie war die kleinste der drei Offensiven während des Gebirgskriegs im Ersten Weltkrieg, mit denen hier der Durchbruch erzwungen werden sollte.

## Ziele

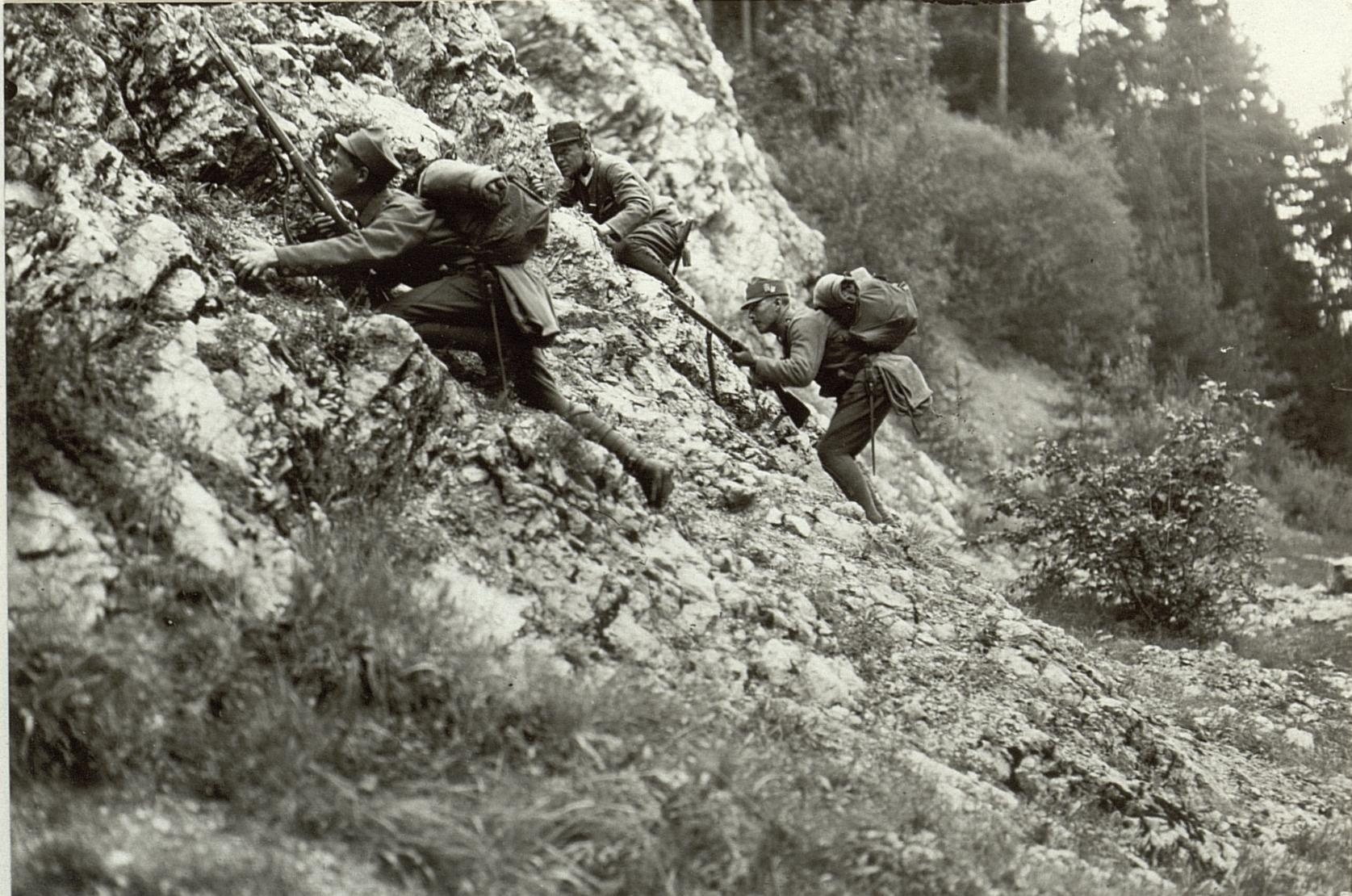
k.u.k Infanterie im Gebirge

Taktisches Ziel des Angriffs war die Inbesitznahme des Raumes bis Toblach und der Sellagruppe. Dazu mussten jedoch durch das IX. Korps mit der 17. und 18. Infanteriedivision im linken Operationsabschnitt erst der Passo Falzarego und der Passo Valparola mit den angrenzenden flankierenden Höhenstellungen eingenommen werden.

## Ausgangslage
Die Front zog sich in diesem Bereich vom Col di Lana (2462 m) über den Sief-Sattel (2209 m), den Settsass (2571 m), den Hexenstein (2477 m) hinunter zum Falzaregopass (2105 m) und dann von hier aus die Südseite des Travenanzestals abriegelnd wieder hinauf zum Col di Bois (2559 m), dem Castelletto (2656 m), die Tofana di Rozes/Tofana I (3225 m), die Fontananegra (2588 m), die Tofana di Mezzo/Tofana II (3244 m) bis zur Tofana di Dentro/Tofana III (3238 m).
Als die italienischen Angriffe der Ersten Dolomitenoffensive in diesen Frontabschnitt nicht zum erwarteten Erfolg geführt hatten und am 4. August 1915 eingestellt werden mussten, trat zunächst eine Kampfpause ein.
Bereits Ende August hatte die italienische Heeresleitung die beiden an der Südtirolfront operierenden Armeen aufgefordert, die vorgesehenen Offensivziele noch vor dem Winteranbruch zu erreichen. Für die in den Dolomiten kämpfende 4. Armee hieß das, das Pustertal zu erobern und so eine der Hauptschlagadern der Tiroler Landesverteidigung zu unterbrechen.

## Die Angriffe
Der italienische Abschnittskommandierende, Generalleutnant Luigi Nava, zögerte jedoch, da er anscheinend nicht ohne weiteres gewillt war, die vorangegangenen erfolglosen Angriffe zu wiederholen und so sinnlos Blut zu vergießen. Nachdem der italienische Generalstabschef Luigi Cadorna ein entschiedenes Vorgehen gefordert hatte, protestierte Nava zunächst, da es ihm nicht möglich sein würde, die gesetzten Ziele noch vor dem Winter zu erreichen. Er setzte dann doch sein IX. Korps zum Angriff auf die Höhen des Travenanzes an, weiterhin sollte der Col di Lana und der Abschnitt bis zum Settsass erobert werden, um so den Weg in das Pustertal zu ermöglichen. 
Am 18. September gelang den Italienern von der 17. Infanteriedivision schließlich die Eroberung der Tofana di Rozes, die bis dahin von einem Detachement des dritten Jäger-Regiments des Deutschen Alpenkorps besetzt gehalten worden war.
Weitere Versuche, in das Travenanzestal vorzudringen scheiterten.
Am 24. September griffen die Italiener erfolglos Kammstellung am Castelletto an. In der Fontananegrascharte konnten kleinere Geländegewinne erzielt werden. Am nächsten Tag wurden die Angriffe wiederholt, ohne dass ein Erfolg erzielt werden konnte. Danach wurde Generalleutnant Nava seines Kommandos enthoben.
Am 28. September wurde nochmals erfolglos angegriffen, danach wurde das Vorhaben eingestellt.
Die Italiener hatten bisher den Falzaregopass besetzt, ebenso die Cima Falzarego und die Cima di Bois. Sie lagen am Fuß der Forcella di Bois, des Castelletto und in der Fontananegrascharte. Die Gipfel der „Tofana di Rozes“ (Tofana I), „Tofana di Mezzo“ (Tofana II) und der „Tofana di Dentro“ (Tofaana III) befanden sich ebenfalls in ihrem Besitz. Von den Österreichern wurden nach wie vor der Hexenstein und der Kleine Lagazuoi als Eckpfeiler des Valparolapasses gehalten. Der Kleine Lagazuoi war bis zum 12. Juni unbesetzt gewesen und an diesem Tag erst von den Österreichern gesichert worden.